# Ajman (ciudad)
Ajman es la capital del emirato de Ajman, que se localiza en la costa del Golfo Pérsico.

## Población
La ciudad tiene una población de 225.000 según las estimaciones de un censo realizado en 2003). El área urbana se conecta directamente con la ciudad de Sarja por la costa hacia el sudeste, que, a su vez, se conecta con la ciudad de Dubái, formando así un área urbana continua.

## Comercial
Ajman es la base de la oficina del Gobernador, varias compañías, mercados comerciales, y aproximadamente 50 comercios de nivel local e internacional. Las siguientes empresas bancarias también se asientan en la ciudad: Ajman Bank, Arab Bank PLC, Bank Saderat Iran, y Commercial Bank of Dubái.

## Transporte marítimo
El puerto de Ajman se localiza a lo largo de una especie de ría que penetra en la ciudad. Ajman también es la base de Arab Heavy Industries, una de las mayores empresas de fabricación de navíos a nivel mundial.